# Горячева, Зинаида Георгиевна
Зинаида Георгиевна Горячева (11 марта 1940 — 1 января 2014, Липецк) — советская и российская театральная актриса, заслуженная артистка РСФСР.

## Биография
Зинаида Горячева (по мужу — Нестерова) родилась 11 марта 1940 года. После окончания ЛГИТМиК в течение 33 лет работала в Липецком драматическом театре имени Л. Н. Толстого, сыграв в театре около сорока ролей. В 2000—2013 годах играла в Липецком муниципальном драмтеатре.
В 2012 году снялась в клипе Липецкой ДПС «Дорожный воин», получившем специальный приз на всероссийском конкурсе, в котором сыграла тёщу Барака Обамы.
В ночь с 31 декабря 2013 года на 1 января 2014 года в доме актрисы возник пожар. Актриса трагически погибла в результате отравления едким дымом и угарным газом, её муж был госпитализирован в тяжёлом состоянии.

## Семья
- Муж — театральный художник Алексей Нестеров.
- Дочь — Чернявская Евгения.

## Награды
- Заслуженная артистка РСФСР (22.02.1982).
- Памятный знак «За заслуги перед Липецком» (11.03.2010)[5].

## Работы в театре

### Липецкий театр драмы им. Л. Н. Толстого
- «Характеры» В. Шукшина — Зоя Ерина и Соня Пьяных
- «Последний срок» В. Распутина — Старуха Анна
- «Чайка» А. Чехова — Полина Андреевна
- «Таланты и поклонники» А. Островского — Домна Пантелеевна

### Липецкий муниципальный драматический театр
- «Ханума» Г. Канчели и А. Цагарели — Ануш
- «Любите при свечах» Н. Птушкиной — Софья
- «№ 13» Р. Куни — горничная Мария
- 2008 — «Странная миссис Сэвидж» Дж. Патрика — Этель Сэвидж
- «Не такой, как все» А. Слаповского — Мать
- «Волки и овцы» А. Островского — Анфуса Тихоновна